# فضیلت
فضیلت (به انگلیسی: virtue) به برتری اخلاقی اشاره دارد. فضیلت خصیصه یا کیفیت مثبتی است که به صورت ذهنی از نظر اخلاقی برتر تلقی شود، و بنابراین به عنوان شالودهٔ قاعده و حضور اخلاقی خوب ارزشگذاری می‌شود. فضایل شخصی ویژگی‌هایی هستند که به عنوان ارتقادهندهٔ عظمت جمعی و فردی ارزشگذاری می‌شوند. متضاد فضیلت رذیلت است.
فضیلت یک الگوی فکری و رفتاری است که بر استانداردهای اخلاقی رفیع استوار است. فضیلت‌ها را می‌توان در حوزهٔ گسترده‌تر ارزش‌ها قرار داد. هر فرد دارای هسته‌ای از ارزش‌های اساسی است که به سیستم اعتقادات، ایده‌ها و/یا نظراتش مشارکت می‌رساند. تمامیت در کاربرد یک ارزش متضمن استمرار آن است و این استمرار یک ارزش را از اعتقادات، نظرات و ایده‌ها جدا می‌سازد. در این زمینه، یک ارزش (مثلاً راستی یا برابری یا کیش) هسته‌ای است که ما از آن عمل یا فعالیت می‌کنیم. جوامع ارزش‌هایی دارند که در بین بسیاری از شرکت‌کنندگان در آن فرهنگ به اشتراک گذاشته شده‌اند. ارزش‌های یک فرد معمولاً به صورت گسترده، اما نه تماماً، با ارزش‌های فرهنگ او سازگاری دارند.
فضایل فردی را می‌توان در یکی از چهار دستهٔ ارزش‌ها قرار داد:
- اخلاق (فضیلت - رذیلت، خوب - بد، اخلاقی - غیراخلاقی، درست - اشتباه)
- زیبایی‌شناسی (نامتوازن، خوش‌آیند)
- تعلیماتی (سیاسی، ایدئولوژیکی، اعتقادات و ارزش‌های مذهبی یا اجتماعی)
- فطری/ذاتی